# Zazaer
Zaza, kird, kirmanc eller dimili är en folkgrupp i östra Turkiet som talar dialekten zazaiska. De bor i huvudsak i östra Anatolien, bland annat i provinserna Adıyaman (Gerger), Aksaray, Batman, Bingöl, Diyarbakır (Amed), Elazığ (Xarpêt), Erzurum, Erzincan (Erzıngan), Gümüşhane, Kars, Malatya, Muş, Şanlıurfa (Rıha), Sivas (Sêvaz) och Tunceli (Dêrsim). Zazaisk kultur och språk uppvisar en del likheter med andra iranska folkgruppers, däribland gilakernas, kazandaranernas och persernas. Folkgruppen betraktar sig själva generellt som tillhörande folkgruppen kurder och beskrivs av akademiker ofta som Zaza kurder.

## Demografi
Det exakta antalet zazaer är okänt, på grund av brist på större aktuella befolkningsstudier. Även att zazaer blandar sig med andra regionala etniciteter bidrar till osäkerheten. Många zazaer bor utanför sitt ursprungsland. Vid sidan av utbrett förtryck och massevakuering av byar, så tvingar det dåliga ekonomiska läget i de zazaiska områdena lokalbefolkningen att utvandra till turkiska eller europeiska storstäder. Många zazaer bor i stora turkiska städer som Istanbul, Ankara och İzmir.  Vidare har zazaer emigrerat över hela Europa (mestadels till Tyskland), men även till (USA, Kanada). Enligt uppskattningar som gjorts finns det ungefär mellan tre och fyra miljoner zazaer.
Enligt en undersökning från mars 2007 publicerad i en turkisk dagstidning utgör kurder och zazaer tillsammans uppskattningsvis 13,4 procent av den vuxna befolkningen och 15,68 procent av Turkiets hela befolkning. Den turkiska befolkningens etniska sammansättning är mycket kontroversiell och ofta svår att förstå till följd av turkifieringen, historisk tolkning av den sociologiska definitionen av etnicitet (till exempel räknas aleviterna som en) och den turkiska statsmaktens förtryck av andra etniciteter i regionen. 

## Zazaernas historiska rötter
Första gången zazaerna omnämns är på Behistun-inskriften. Texten är ett uttalande av Dareios I av Persien. I inskriptionen säger Dareios att ”det (finns) en stad vid namn Zazana längsmed Eufrat,,.” Emellertid ifrågasätts sambandet emellan zazaernas och staden Zazana som Dareios nämner. Språkvetenskapliga studier visar att zazaerna invandrade till dagens Turkiet från Kaspiska havets sydkust. Somliga zazaer använder ordet dimli (eller daylami) för att beskriva sin etniska identitet. Ordet dimli är också namnet på en region i provinsen Gilan i dagens Iran. En del lingvister sammanför ordet dimli med Dalamiterna i Alborzbergen nära Kaspiska havet i Iran och tror att zazaerna utvandrade västerut från Daylam. Idag talas fortfarande iranska språk i området söder om Kaspiska havet, inklusive sangsarī, māzandarānī, tātī (herzendī), semnānī, tāleshī, vilka står nära zazaiska vad gäller grammatik och ordförråd; detta stöder argumentet att zazaerna migrerade från trakterna kring södra Kaspiska havet till Östanatolien. Å andra sidan hävdar en nyligen genomförd genetisk undersökning att zazaerna står närmare kurderna. Vidare bor zazaerna i ett område nära kurderna, som är en annan iransk etnisk grupp. Därtill visar historiska urkunder som Bundahishn, en av zoroastrernas heliga skrifter, förlägger dilamanernas (zazaernas) hemland kring Tigris källa, som idag. Det pekar på att zazaerna vandrade till Kaspiska havet och inte tvärtom.

## Religion
Idag är Zazafolkets främsta religion Islam, mestadels sunni med en del aleviter i vissa norra delar av Kurdistan.

## Språk
Zazaiska, zazaki eller zaza är zazafolkets språk i östra Turkiet. En del språkforskare använder benämningarna dimili och kirmancki. Det har uppskattningsvis mellan två och tre miljoner talare. Det talas framförallt i Östanatolien; genom de senaste årtioindenas migration har det även spritts till Väst-, Central- och Nordeuropa. Zazaiskan hör till den iranska grenen av de indoeuropeiska språken.